# Дорожная улица (Москва)
Доро́жная у́лица — улица в районах Чертаново Северное, Чертаново Центральное и Чертаново Южное Южного административного округа города Москвы. Проходит от Варшавского шоссе до границы города в районе пересечения с МКАД.

## Название
Улица названа в 1960 году по ранее проходившей на этом месте дороге в сторону Подольска и далее в южном направлении.

## Описание
Дорожная улица берёт начало как продолжение проектируемого проезда № 6414 (который, в свою очередь, начинается от Кантемировской улицы недалеко от её пересечения с Варшавским шоссе и Балаклавским проспектом) от подъезда к станцииЧертаново (на некоторых картах он обозначен как часть Дорожной улицы) и проходит на юг параллельно Павелецкому, а затем, после его пересечения с Курским, — и Курскому направлениям Московской железной дороги.
Справа примыкают проектируемые проезды № 5150 и № 5102, слева — проектируемые проезды № 262, № 259 и № 261. Затем улицу пересекают 1-й Дорожный проезд (через два перекрёстка), улица Подольских Курсантов и 3-й Дорожный проезд. После этого слева примыкает дорога с выходом на Юго-Восточную хорду (Московский скоростной диаметр), справа — безымянный проезд, Россошанская улица, улицы Газопровод (за которой расположен путепровод над бывшим подъездным путём) и Кирпичные Выемки и проектируемый проезд № 4628. Улица заканчивается на пересечении с 33-м километром МКАД недалеко от развязки с Варшавским и Симферопольским шоссе.

## История
До 2019 года улица имела два разрыва: от улицы Газопровод до улицы Кирпичные Выемки (подъездные железнодорожные пути к промышленным предприятиям, в 2019 году был построен путепровод) и от 1-го Дорожного проезда до улицы Подольских Курсантов (в 2000-е годы в нарушение всех градостроительных норм прямо на перекрёстке Дорожной улицы и 1-го Дорожного проезда было построено здание; в 2019 году открыта дорога в объезд застройки).

## Здания и сооружения
По нечётной стороне:
- д. 1Г — магазин METRO
- д. 3 корп. 6 — сервис-центр Samsung
- д. 5-7 — Покровский парк[3]
- д. 7 к. 1 — инженерная служба ОДС-62
- д. 7 к. 3А — автостоянка № 66 МГСА
- д. 7 к. 4 — детский сад № 835
- д. 9 — фабрика химчистки «Диана»
- д. 9В — бывший склад посольства США в России (до 28 июля 2017 года)
- д. 11 — комбинат дошкольного питания
- д. 15А — АЗС МТК № 173
- д. 19А — автостоянка № 33 МГСА
- д. 21 — автобаза Центродорстроя
- д. 21А — асфальтобетонный завод Центродорстроя
- д. 29 — бизнес-центр

По чётной стороне:
- д. 12 — Управление Механизации № 17
- д. 18А — ДЮЦ Южного окружного управления образования
- д. 20 к.1 — детская библиотека № 153
- д. 20А — школа № 1526 на Покровской
- д. 22А — школа № 859
- д. 22Б — детский сад № 2372
- д. 24 к. 1 — универсам «Авоська»
- д. 24 к. 1 — аптека ООО «Мицар-Н»
- д. 26 — детская поликлиника № 98
- д. 26 к. 3 — детский сад № 741
- д. 28 — ГСК «Покрас»
- д. 50 — велосклад
- д. 52 — Спецстрой-225 Б
- д. 58 к. 3 стр. 15 — Учебный центр по подготовке сотрудников вневедомственной охраны Росгвардии
- д. 60А — ТД «Агис Моторс»

## Транспорт
- Станции метрополитена (все станции принадлежат  Серпуховско-Тимирязевская линия):

 «Чертановская» — в 1 300 метрах от начала улицы.
 «Южная» — в 1 километре от пересечения с Проектируемым проездом № 5212а.
 «Пражская» — в 1 400 метрах от пересечения с улицей Подольских курсантов.
 «Улица Академика Янгеля» — в 900 метрах от пересечения с Россошанской улицей.
 «Аннино» — в 1 километре от пересечания с улицей Кирпичные Выемки.
- Железнодорожные платформы:

 «Чертаново» Павелецкого направления — в 350 метрах от начала улицы.
 «Покровская» Курского направления — в 650 метрах от пересечения с улицей Подольских Курсантов.
 «Красный Строитель» Курского направления.
 «Битца» Курского направления — через МКАД от конца улицы
- Автобусы: 947, 980, 990, с941, с988, с997